# Croce al merito (Italia)

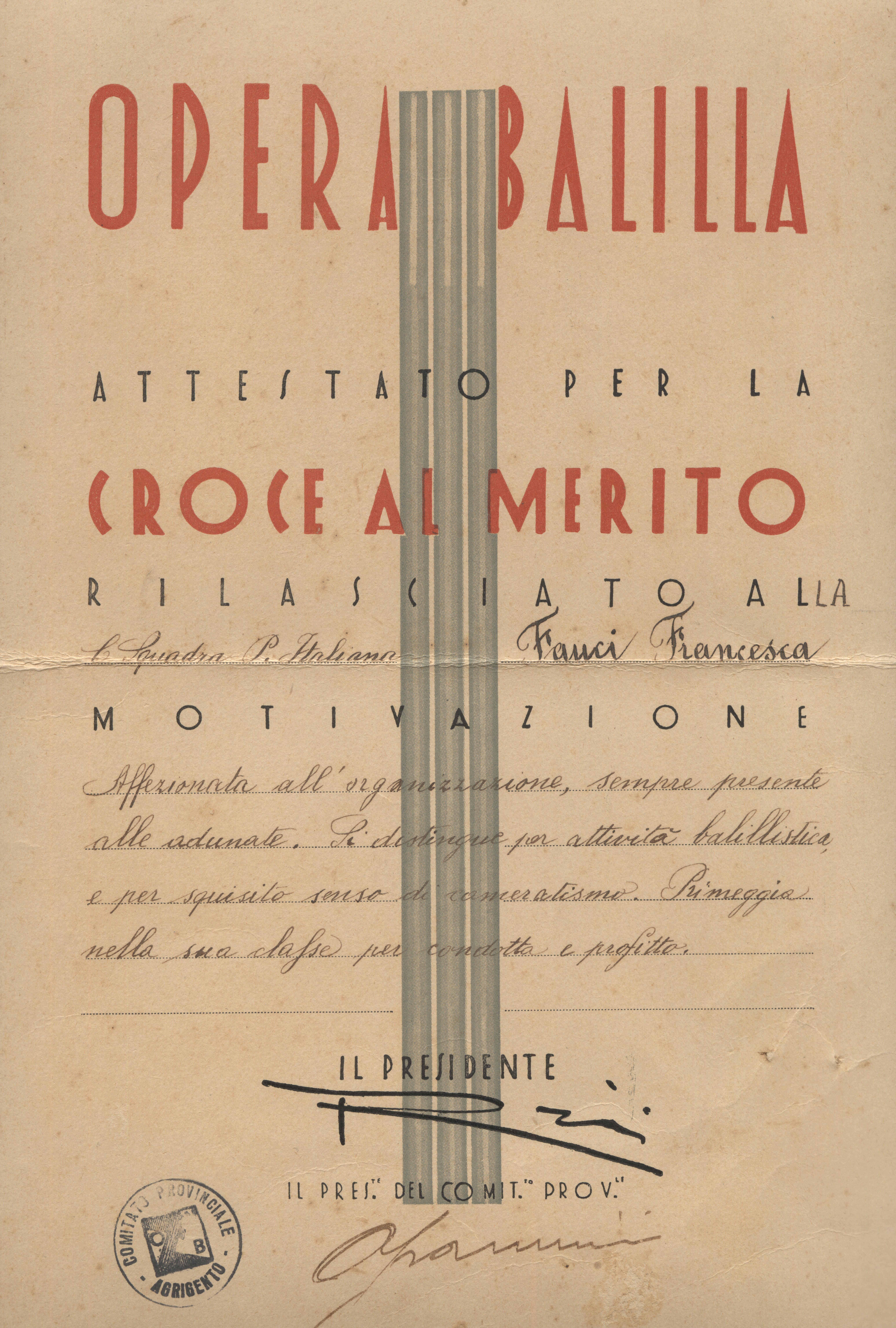
Un attestato di Croce al Merito

La  croce al Merito è una decorazione ideata dal partito fascista durante il XX secolo.

## Caratteristiche
Conferita ai ragazzi di età scolastica per meriti derivanti dallo studio o attaccamento all'Opera Nazionale Balilla, veniva assegnato anche una borsa di studio. 
I colori e le dimensioni cambiavano a seconda dell'età del soggetto:
- Balilla: larga 35 mm, blu.
- Avanguardista: larga 39 mm,  blu.
- Piccola Italiana: larga 35 mm, celeste.
- Giovane Italiana: larga 39 mm, celeste.